# Monster van Flatwoods

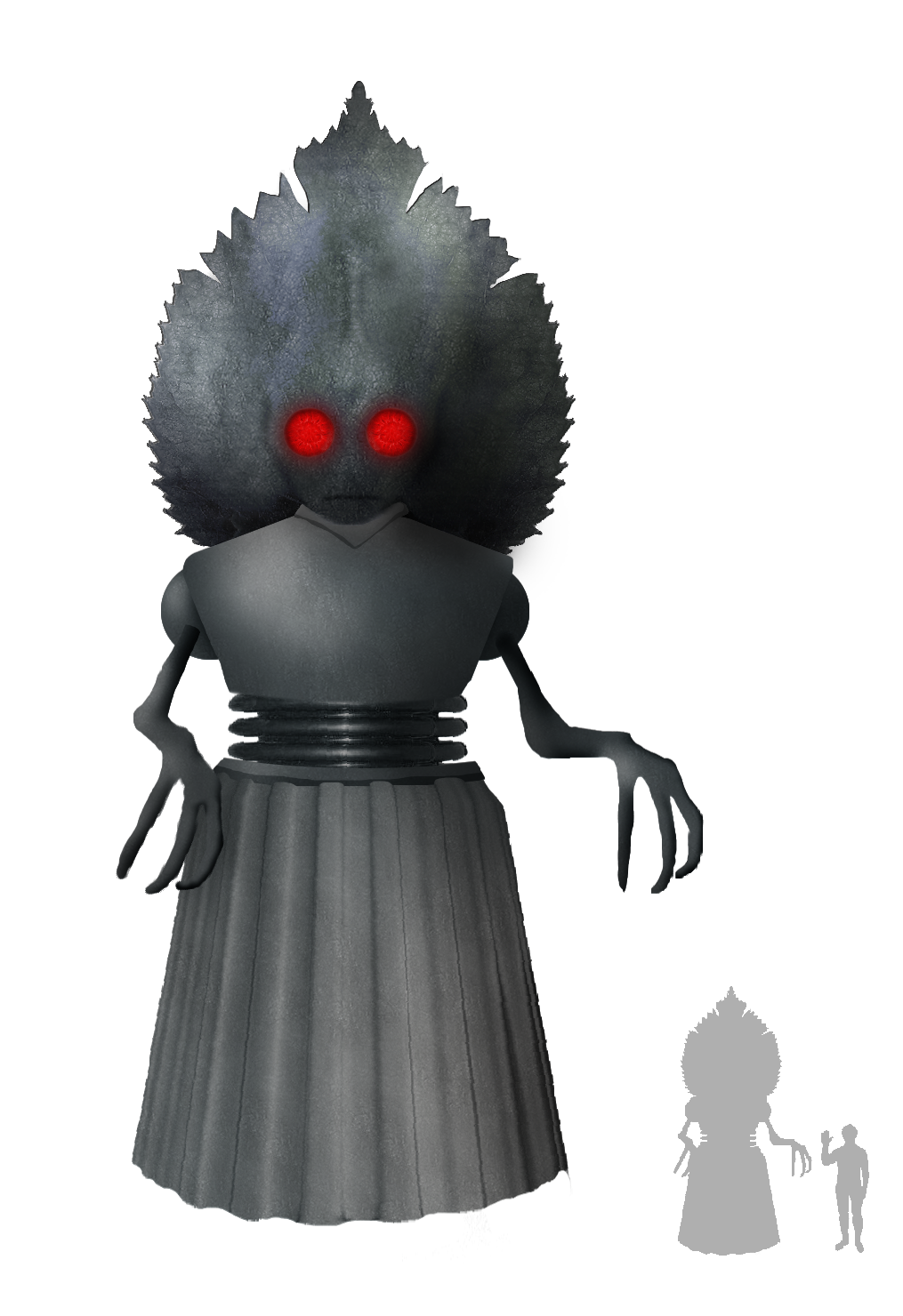
Artistieke impressie van het monster van Flatwoods.

Het monster van Flatwoods, is een vermeend ongeïdentificeerd buitenaards wezen of cryptide dat op 12 september 1952 gezien zou zijn in de stad Flatwoods in Braxton County, West Virginia in de Verenigde Staten.

## Beschrijving
Mensen hebben verschillende beschrijvingen gegeven van het wezen. De meesten zijn het er over eens dat het op zijn minst 2,10 meter lang is, met een zwart lichaam en een donker, gloeiend gezicht.
Ooggetuigen beschreven het hoofd van het wezen als volgt: Het hoofd was langwerpig, ruitvormig en had niet-menselijke ogen en een grote schijf was zichtbaar achter het hoofd. Ook het lichaam van het wezen leek niet-menselijk en leek gekleed in een soort donker beplaat exoskelet.
Volgens sommige ooggetuigenverklaringen had het wezen geen zichtbare armen vanwege zijn onbeschrijfelijke snelheid. Anderen vermelden lange vezelige armen met lange, klauwachtige vingers.
In aflevering 7 van seizoen 4 van MonsterQuest wordt het monster van Flatwoods vergeleken met het zogenoemde "Lizard Monster" (hagedismonster) en gaat men ervan uit dat het één hetzelfde wezen is. Een grote knipperende rode bal van licht dat boven de grond zweeft wordt vaak geassocieerd met het monster.